# 尼爾遜海峽

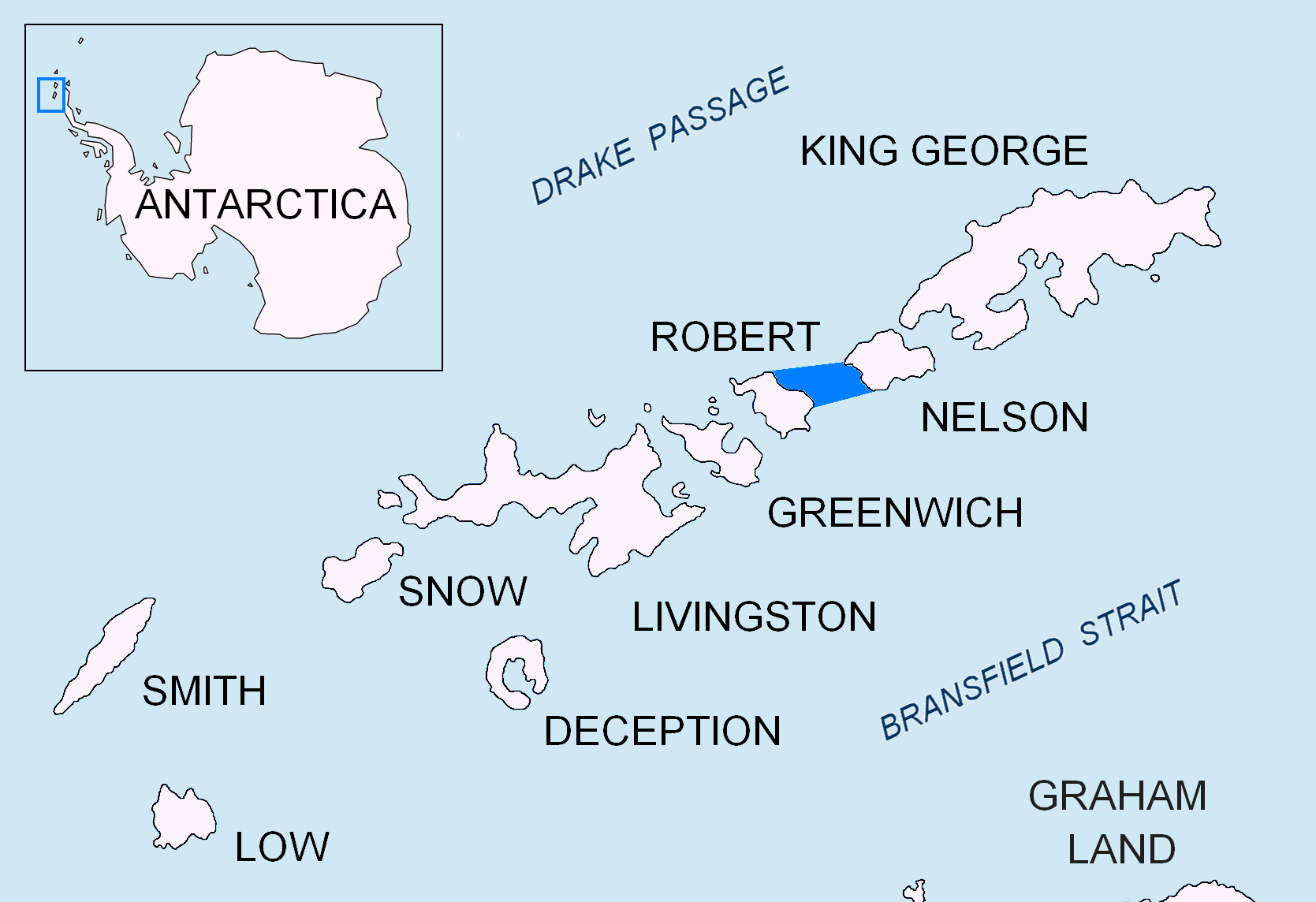

尼爾遜海峽（英語：Nelson Strait）是南極洲的海峽，位於南設得蘭群島地區，處於羅伯特島和納爾遜島之間，長9公里、寬9.8公里，海豹船在19世紀初踏足該海峽。

## 外部連結
- SCAR Composite Antarctic Gazetteer（页面存档备份，存于）.

62°21′00″S 59°17′00″W / 62.35000°S 59.28333°W